# Milan Zgrablić
Milan Zgrablić (Pisino, 29 agosto 1960) è un arcivescovo cattolico croato, dal 14 gennaio 2023 arcivescovo di Zara.

## Biografia
È nato a Pisino, nella regione istriana e diocesi di Parenzo e Pola, il 29 agosto 1960; è il quinto figlio dei cattolici Josip e Josipa Zgrablić.

### Formazione e ministero presbiterale
Conclusi gli studi elementari a Pisino, nel 1976, ha frequentato il seminario della stessa città, fino al 1978; successivamente il vescovo di Parenzo e Pola Dragutin Nežić lo ha trasferito, per il ginnasio, presso il seminario minore di Zara, dove è vissuto tra il 1978 e il 1980. Poi è entrato nel seminario maggiore teologico e nell'Università di Fiume, dove ha completato gli studi nel 1986. 
L'8 giugno 1986 è stato ordinato presbitero, a Rovigno, incardinandosi nella diocesi di Parenzo e Pola. Durante il suo ministero sacerdotale, oltre a proseguire gli studi in spiritualità presso la Pontificia Università Gregoriana in Roma dal 1992 al 1994, ha svolto i seguenti incarichi:
- vicario parrocchiale presso Rovigno (1986 - 1987);
- prefetto presso il seminario minore arcidiocesano di Zara (1987 - 1990);
- vicario per le vocazioni spirituali della diocesi di Parenzo e Pola (1990 - 1992);
- direttore del collegio di Pisino (1994 - 1997);
- membro del consiglio per il clero e le vocazioni spirituali della Conferenza Episcopale Croata (1996 - 2009);
- direttore della Caritas diocesana (1997 - 2007);
- parroco presso Rovigno (1997 - 2015);
- decano del decanato di Rovigno e Canfanaro (1997 - 2015);
- direttore dell'Istituto per il sostegno del clero e degli altri funzionari ecclesiastici della diocesi di Parenzo e Pola (2008 - 2022);
- parroco presso la Basilica Eufrasiana in Parenzo (2015 - 2022);
- canonico presso la Basilica Eufrasiana in Parenzo (2019 - 2022).

Nel corso del suo ministero presbiterale, inoltre, è stato membro del consiglio presbiterale, del consiglio dei consigli, del consiglio pastorale ed economico, del consiglio per l'arte, la costruzione e il restauro degli edifici sacri, del consiglio dei giovani, delle vocazioni spirituali e dei ministri e del consiglio per il culto e la musica sacra della diocesi di Parenzo e Pola.

### Ministero episcopale
Il 7 aprile 2022 papa Francesco lo ha nominato arcivescovo coadiutore di Zara; ha ricevuto la consacrazione episcopale il 25 giugno successivo, nella memoria del Cuore Immacolato di Maria, presso la cattedrale di Sant'Anastasia di Zara, dall'arcivescovo di Zara Želimir Puljić, co-consacranti l'arcivescovo di Spalato-Macarsca, Dražen Kutleša, e il vescovo emerito di Parenzo e Pola, Ivan Milovan.
Il 14 gennaio 2023 lo stesso pontefice ha accettato la rinuncia al governo pastorale dell'arcidiocesi, presentata da Želimir Puljić, e gli è succeduto per coadiutoria, prendendo possesso dell'arcidiocesi il giorno successivo presso la cattedrale di Sant'Anastasia di Zara.

Stemma arcivescovile di mons. Milan Zgrablić

## Genealogia episcopale
- Cardinale Scipione Rebiba
- Cardinale Giulio Antonio Santori
- Cardinale Girolamo Bernerio
- Arcivescovo Galeazzo Sanvitale
- Cardinale Ludovico Ludovisi
- Cardinale Luigi Caetani
- Cardinale Ulderico Carpegna
- Cardinale Paluzzo Paluzzi Altieri degli Albertoni
- Papa Benedetto XIII
- Papa Benedetto XIV
- Papa Clemente XIII
- Cardinale Bernardino Giraud
- Cardinale Alessandro Mattei
- Cardinale Pietro Francesco Galleffi
- Cardinale Giacomo Filippo Fransoni
- Cardinale Carlo Sacconi
- Cardinale Edward Henry Howard
- Cardinale Mariano Rampolla del Tindaro
- Cardinale Rafael Merry del Val y Zulueta
- Arcivescovo Anton Bauer
- Arcivescovo Josip Antun Ujčić
- Arcivescovo Franjo Šeper
- Cardinale Franjo Kuharić
- Arcivescovo Želimir Puljić
- Arcivescovo Milan Zgrablić